# Hemidactylus matschiei
Espèce
Synonymes
- Bunocnemis matschiei Tornier, 1901

Statut de conservation UICN

 LC  : Préoccupation mineure
Hemidactylus matschiei est une espèce de geckos de la famille des Gekkonidae.

## Répartition
Cette espèce se rencontre au Nigeria et au Togo.

## Étymologie
Cette espèce est nommée en l'honneur de Paul Matschie.

## Publication originale
- Tornier, 1901 : Die Crocodile, Schildkröten und Eidechsen in Togo. Archiv für Naturgeschichte, vol. 1901, p. 65-88.